# Bitva u Mailbergu (1332)
Bitva u Mailbergu či také Bitva u Lávy byla střetnutím mezi českými oddíly pod vedením Jindřicha II. z Lipé a rakouským vojskem vedeným hrabětem z Ortenburgu a hrabětem z Halsu.  Odehrála se 11. nebo 12. března 1332 v okolí obce Mailberg (dříve Mauriberg) v Rakousku ve spolkové zemi Dolní Rakousy v okrese Hollabrunn, cca 12 km jihojihozápadně od moravských Jaroslavic. Skončila porážkou českých vojsk a zajetí několika jejich velitelů.

## Pozadí
Ve dvacátých a třicátých letech byl Jan Lucemburský velmi aktivní ve své politice ve Svaté říši římské a v Itálii. Jeho vzrůstající moc a postavení spojilo do protičeské koalice rakouského vévodu Otu Habsburského a uherského krále Karla Roberta. Na obranu ohrožené moravské hranice svolal král Jan zemskou hotovost. Hotovost v čele s nejvyšším zemským maršálkem, Jindřichem II. z Lipé, se shromáždila v listopadu 1331 u Lávy (Laa an der Thaya), ale proti spojeným vojskům protivníka byla slabší a byla vytlačována na Moravu. Kvůli neshodám a nastávajícímu zimnímu počasí se však spojenecké vojsko rozešlo. Další obranu hranic pak král svěřil šlechtickým oddílům. V dalším období se válka změnila ve vzájemné výpady za účelem plenění na cizím území.  

## Průběh bitvy
České oddíly začátkem března překročily moravsko-rakouskou hranici a začaly plenit na rakouském území. Poblíž Mailbergu však byly 11. (či 12.) března zaskočeni rakouským vojskem vedeným hrabětem z Ortenburgu a hrabětem z Halsu. Po útoku ze zálohy české oddíly podlehly přesile a porážka znamenala těžké ztráty. V boji  byl zabit Beneš II. z Vartenberka, mnozí čeští a moravští šlechtici byli zajati, mezi nimi Jindřich II. z Lipé a jeho bratr Jan.

## Hodnocení bitvy
Porážkou u Mailbergu česko-rakouská válka prakticky skončila. Jan Lucemburský byl nucen zaplatit za zajaté šlechtice velké výkupné a rovněž podepsat 13. července 1332 tzv. Vídeňský mír, ve kterém se ve prospěch Rakous vzdal některých pohraničních měst, např. Lávy nebo Vitorazi.